# Maureen McCormick

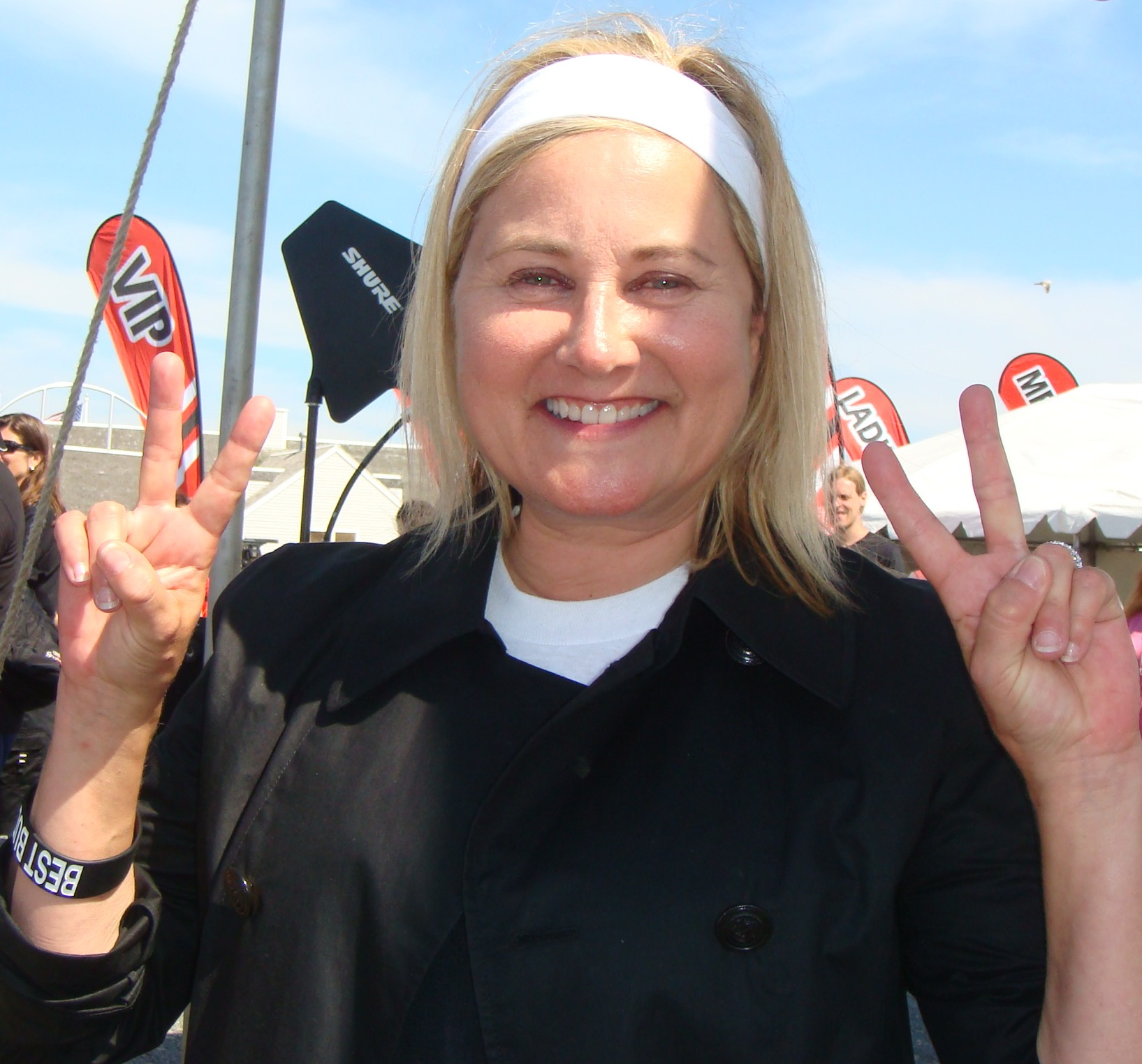
Maureen McCormick, 2009

Maureen Denise McCormick (* 5. August 1956 in Los Angeles, Kalifornien) ist eine US-amerikanische Schauspielerin.

## Leben und Leistungen
McCormick gewann als sechsjähriges Kind den Wettbewerb Baby Miss San Fernando Valley, worauf sie in der Fernsehwerbung und in zahlreichen Fernsehserien auftrat. Unter anderen war sie in den Jahren 1964 und 1965 in zwei Folgen der Fernsehserie Verliebt in eine Hexe zu sehen. In den Jahren 1969 bis 1974 trat sie als Marcia Brady in 117 Folgen der Fernsehserie Drei Mädchen und drei Jungen auf, 40 Folgen wurden nicht vom ZDF gezeigt. Für diese Rolle wurde sie in den Jahren 2005 und 2007 nachträglich für den TV Land Award nominiert; im Jahr 2007 erhielt sie gemeinsam mit den anderen Beteiligten den Pop Culture Award.
Die erste Rolle in einem Spielfilm übernahm McCormick an der Seite von John Savage und Kathleen Quinlan im Fernsehdrama The Turning Point of Jim Malloy aus dem Jahr 1975. Im Western Pony Express Rider (1976) spielte sie eine der größeren Rollen; größere Rollen verkörperte sie auch im Filmdrama Take Down (1979), in der Komödie Skatetown, U.S.A. (1979) und im Actionfilm Texas Lightning (1981). Im Filmdrama Dogtown (1997) spielte sie neben Trevor St. John und Mary Stuart Masterson.
Vom 1. Februar bis zum 2. März 2015 war McCormick Teilnehmerin in der australischen Reality-Show I’m a Celebrity…Get Me Out of Here! und belegte den vierten Platz.
McCormick ist seit dem Jahr 1985 mit dem Schauspieler Michael Cummings verheiratet und hat eine im Jahr 1989 geborene Tochter.

## Diskographie

### Studioalben
- When You Get a Little Lonely (1995)

## Filmografie (Auswahl)
- 1969–1974: Drei Mädchen und drei Jungen (The Brady Bunch, Fernsehserie, 117 Folgen)
- 1972–1973: The Brady Kids (Zeichentrickserie, 22 Folgen, Stimme)
- 1975: The Turning Point of Jim Malloy (Fernsehfilm)
- 1976: Pony Express Rider
- 1976: Die Straßen von San Francisco (The Streets of San Francisco, Fernsehserie, Folge: Cindy Oh Cindy, engl. No Minor Vices)
- 1976–1977: The Brady Bunch Variety Hour (Fernsehserie, neun Folgen)
- 1977: Bloody Whiskey (Moonshine County Express)
- 1979: Take Down
- 1979: Skatetown, U.S.A.
- 1980: Idolmaker – Das schmutzige Geschäft des Showbusiness (The Idolmaker)
- 1981: Texas Lightning
- 1983: Shout for Joy
- 1987: Return to Horror High
- 1988: A Very Brady Christmas (Fernsehfilm)
- 1989: That’s Adequate
- 1993: Bradymania: A Very Brady Special (Fernsehfilm)
- 1996: Blitzschlag im Cockpit – Katastrophe in den Wolken (Panic in the Skies!, Fernsehfilm)
- 1997: Dogtown
- 1997: Teen Angel (Fernsehserie, 11 Folgen)
- 2000: Fortune Hunters – Die Glücksjäger (The Million Dollar Kid)
- 2000: Passions (Fernsehserie, 11 Folgen)
- 2001: Title to Murder
- 2002: Jane White Is Sick & Twisted
- 2012: Snow White (Snow White: A Deadly Summer)
- 2017: The Neighborhood